# Relacions entre l'Emirat Islàmic de l'Afganistan i els Estats Units d'Amèrica
Les relacions entre l'Emirat Islàmic de l'Afganistan i els Estats Units d'Amèrica van començar, tot i que de forma no oficial, el 15 d'agost de 2021, després que els taliban tornessin al poder i volguessin restablir l'Emirat Islàmic després de la caiguda de Kabul (2021).

## 2021
Els Estats Units d'Amèrica no van reconèixer oficialment l'Emirat Islàmic de l'Afganistan com un país.

### 27 d'agost
El 27 d'agost, l'Emirat Islàmic de l'Afganistan va designar Khalil Haqqani com a cap de la seguretat a Kabul. Haqqani va ser un veterà de la guerra afganosoviètica, també es tractava d'un dels líders de la xarxa Haqqani, un grup armat gihadista reconegut pels seus atacs contra les forces de l'OTAN i el Govern de l'Afganistan. En aquell moment requeia sobre ell una recompensa de 5 milions de dolars per la seva captura.
Després dels atemptats a l'aeroport de Kabul un portaveu de l'Emirat Islàmic va condemnar els atacs mitjançant twitter. El talibà més tard anunciava que prendrien totes les mesures possibles per capturar el líder de l'Estat Islàmic a l'Afganistan (ISIS-K), Shahab al-Mujahir. D'altra banda els Estats Units van realitzar bombardejos aeris el 27 d'agost en els que va morir el membre de l'Estat Islàmic que creuen que va planejar els atacs a l'aeroport de Kabul.